# Per Krogh
Per Krog(h) (født 1959) er en tidligere dansk atlet. Han var medlem af AK Holstebro.
Per Krogh vandt det danske mesterskab i længdespring indendørs 1983.

## Danske mesterskaber
- Guld 1983 Længdespring inde 7,17

## Personlige rekorder
- 200 meter: 23,3 1982
- Længdespring: 6,77 25. juni 1983 Glostrup Stadion
- Trespring: 13,50 15. maj 1981 Holstebro Stadion
- Højdespring: 1,95 21. maj 1980 Skovdalen Atletikstadion i Ålborg